# Xenocatantops henryi
Xenocatantops henryi är en insektsart som först beskrevs av Bolívar, I. 1918.  Xenocatantops henryi ingår i släktet Xenocatantops och familjen gräshoppor. Inga underarter finns listade i Catalogue of Life.